# Alternanthera acaulis
Alternanthera acaulis là loài thực vật có hoa thuộc họ Dền. Loài này được Andersson mô tả khoa học đầu tiên năm 1854.